# Zvi Kolitz
 (août 2023).
Si vous disposez d'ouvrages ou d'articles de référence ou si vous connaissez des sites web de qualité traitant du thème abordé ici, merci de compléter l'article en donnant les références utiles à sa vérifiabilité et en les liant à la section « Notes et références ».
Zvi Kolitz, né le 14 décembre 1912 à Alytus (Lituanie) et mort le 29 septembre 2002 à New York (États-Unis), est un écrivain d'origine lituanienne, producteur de cinéma et de théâtre juif et enseignant de pensée juive à la Yeshiva University.

## Biographie

### Carrière professionnelle
Il émigre en Palestine au début de la Seconde Guerre mondiale où il devient agent secret du futur État d'Israël. Il part ensuite s'établir à New York.

## Ouvrages
Il est principalement connu pour son livre Yossel Rakover s'adresse à Dieu publié en 1946 et qui se présente comme un cri de désespoir d'un combattant du ghetto de Varsovie. Cette nouvelle est devenue un classique de la littérature de la Shoah. 
Emmanuel Lévinas avait célébré le livre de Zvi Kolitz dans un texte de 1955. D'autres auteurs l'ont abondamment commenté avant et après que Paul Badde[Qui ?] révèle au public la nature fictionnelle du récit en 1992. Le texte de Yossel Rakover s'adresse à Dieu a été intégré avec l'autorisation du fils de Zvi Kolitz dans le roman de Bernard Dan Le livre de Joseph.
Zvi Kolitz a coécrit et coproduit le film La colline 24 ne répond plus, présenté en sélection officielle en compétition au Festival de Cannes 1955.
- Yossel Rakover s'adresse à Dieu, Calmann-Lévy, 1998 (ISBN 978-2-7021-2905-0)